# 中國死海
30°36′02″N 105°14′42″E / 30.6006900°N 105.2448765°E
中國死海，是一個位於中國四川省遂宁市大英县地下三千公尺的巨大地下盐湖。

## 历史
由於湖水有健體的療效，所以被抽出地底，原址亦建成渡假村。该湖形成于约一亿五千万年前，含盐量超过22%，可使人漂浮在其水面之上。海水含40多种矿物质和微量元素，可起到镇静、降低血脂、血压的作用。出水口温度达87摄氏度，亦可作温泉。

## 引用
1. ↑  .   [2007-11-26]. （原始内容存档于2007-12-13）.